# ليندا ثوم
ليندا ثوم هي لاعبة رماية كندية، ولدت في 30 ديسمبر 1943 في هاميلتون في كندا.

## وصلات خارجية
- ليندا ثوم على موقع أوليمبيديا (الإنجليزية)
- ليندا ثوم على موقع قاعة كندا للمشاهير الرياضية (الإنجليزية)